# باهادا

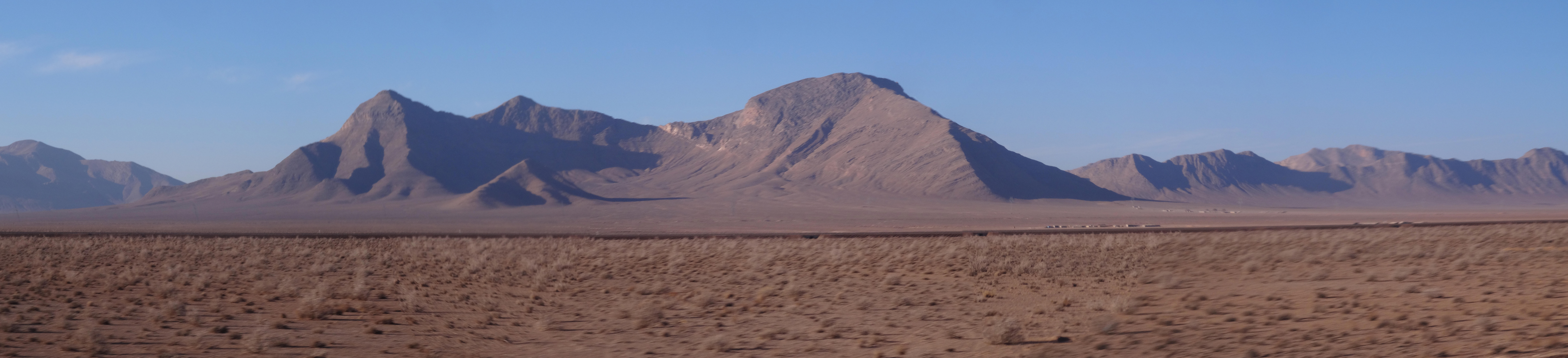
باهادا در کویر ایزدخواست، ایران

باهادا یا باخادا (به اسپانیایی: Bajada) به دشت آبرفتی پای کوه گفته می‌شود. باهادا نوعی دشت آبرفتی پای کوهی است که از به هم پیوستن چند مخروط افکنه تشکیل می‌شود. این اشکال بادبزنی‌شکل از نهشته‌شدن رسوبات آبراهه‌ها در سطوح هموار پای کوه‌ها به وجود می‌آید. کاربرد این اصطلاح در دانش ژئومورفولوژی از واژه اسپانیایی bajada گرفته شده است که در حالت کلی به معنای «فرود» یا «شیب» است.